# Домбай (Домбайська Галявина)

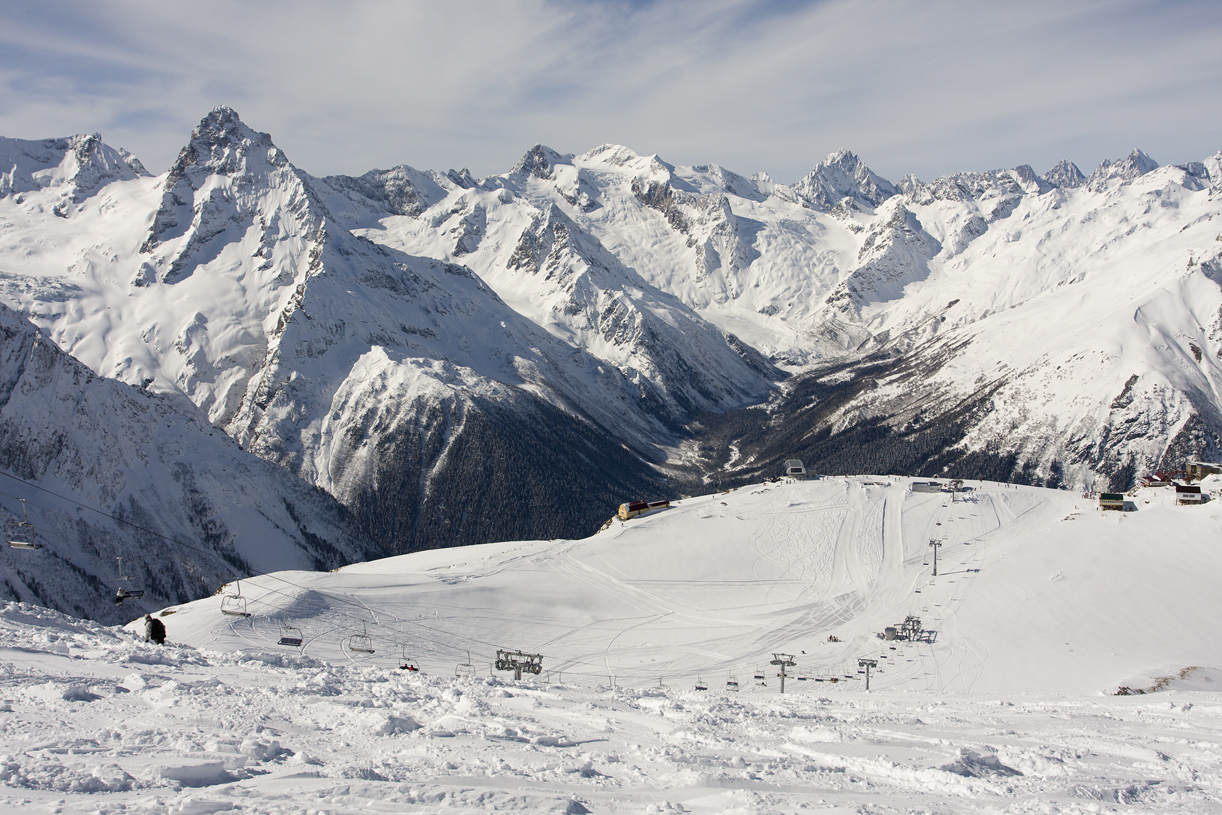

Домбай (Домбайська Галявина) — гірська територія в Карачаєво-Черкесії в басейні Теберди на Північному Кавказі (Росія). Звідси по прямій 65 км до вершини Ельбрусу і 65 км до узбережжя Чорного моря.
Південна межа Домбаю — Головний Кавказький хребет. Найвища точка — вершина Домбай-Ельген (Домбай-Ульген, карач.-балк. Убитий зубр) висотою 4046 метрів.
З'єднання трьох головних ущелин: Алібека, Аманауза і Домбай-Ельген — утворює природний центр території — мальовничу Домбайську галявину, що лежить на висоті 1630—1650 метрів над рівнем моря.
Домбай — не адміністративне поняття, і межі його не мають строго межового позначення. Це сучасна, хоча і походить від традиції, назва верхів'їв річки Теберди — великої притоки Кубані, що об'єднує кілька гірських ущелин, які беруть початок від Головного Кавказького хребта.
Домбай — один із сучасних центрів відпочинку і спорту, альпіністська, гірськолижна і туристська «мекка» Великого Кавказу. З появою ринкової економіки бурхливого розвитку набуло готельне господарство. Нині на Домбайській галявині працює туристичний комплекс з декількох десятків готелів, у тому числі сучасні міні-готелі.